# Big Thompson River
Der Big Thompson River ist ein etwa 126 Kilometer langer linker Nebenfluss des South Platte Rivers in den County’s Weld County und Larimer County im Bundesstaat Colorado in den USA.

## Verlauf
Der zeitweise auch als Pipe River bezeichnete Fluss, der aus zwei Armen gespeist wird, hat seine Quellregion in der Front Range, einem Teil des Rocky Mountain National Park, im Larimer County. Der nördliche Arm entspringt dem nördlichen Abhang der Mummy Range. Er durchfließt die Stadt Glen Haven in östlicher Richtung und erreicht nach etwa 13 Kilometer in südöstlicher Richtung den Ort Drake. Der südliche Arm entspringt im  Forest Canyon, er fließt östlich durch das Tal Moraine Park im Rocky Mountain National Park und durch die Stadt Estes Park, wo er zum Lake Estes gestaut wird. Nachdem er den Olympus Dam passiert hat, fließt er durch den Big Thompson Canyon, in dem sich beide Flussarme in Drake vereinen.
Nachdem der Big Thompson River den Big Thompson Canyon verlassen hat, erreicht er die Stadt Loveland am Fuß der Rocky Mountains. Anschließend durchquert er die Great Plains in Richtung Greeley, vereint sich mit dem Little Thompson River, bevor er etwa 8 Kilometer südlich von Greeley in den South Platte River mündet.
Das Wassermanagement des Big Thompson Rivers wird vom Northern Colorado Water Conservancy District im Rahmen des Colorado-Big-Thompson-Projekt, einem großen Projekt zur Nutzung natürlicher Wasser-Ressourcen in Colorado, durchgeführt.

## Die Big Thompson Canyon Flut von 1976
Am 31. Juli 1976 wurde der Big Thompson Canyon von einer Flutwelle des Big Thompson Rivers getroffen, die durch ein relativ stationäres Gewitter in der Nähe verursacht wurde. Während dieses Gewitters fielen lokal innerhalb von etwa 4 Stunden bis zu 300 Millimeter Regen. Dies ist mehr als dreiviertel des jährlichen mittleren Niederschlags der Region. Gegen 21 Uhr stieg der Wasserspiegel im Fluss auf eine Höhe von über 6 Metern an, das Wasser strömte mit einer Geschwindigkeit von etwa 6 Meter pro Sekunde talwärts. Zu diesem Zeitpunkt hatte der Fluss eine Abflussmenge von bis zu 1000 m³ pro Sekunde, viermal mehr als bisher jemals aufgezeichnet wurde. Insgesamt wurden durch die Flutwelle 143 Menschen getötet, fünf von ihnen wurden niemals wiedergefunden, 400 Autos und 418 Häuser wurden zerstört. Des Weiteren wurde der parallel zum Fluss verlaufende U.S. Highway 34 in weiten Teilen durch die Flut und Geröllmassen zerstört. Im an diesem Tag ebenso zerstörten Viestenz-Smith Park, einem beliebten Ausflugsziel östlich von Drake, sind heute noch die Ruinen des ehemaligen Wasserkraftwerks und der Generatoren zu sehen. In dem Kraftwerk wurde seit 1925 bis zu der Flut elektrischer Strom am Ufer des Big Thompson River produziert. Der Park wurde inzwischen wieder aufgebaut, das Kraftwerk nicht.